# کولار گردنی
کولار گردنی که به عنوان گردنبند نیز شناخته می‌شود، یک وسیله پزشکی است که برای حمایت و بی‌حرکت کردن گردن افراد استفاده می‌شود. از کولار همچنین توسط پرسنل اورژانس برای افرادی که صدمات ضربه‌ای به سر یا گردن داشته‌اند، و برای درمان بیماری‌های مزمن نیز استفاده شود.
هر زمان که فرد دچار آسیب سر یا گردن شود، ممکن دچار شکستگی گردن نیز شود. این او را در معرض خطر بالای آسیب نخاعی قرار می‌دهد که می‌تواند با حرکت فرد تشدید شود و منجر به فلجی یا مرگ شود. یک سناریوی رایج برای این آسیب می‌تواند فردی باشد که به دلیل تصادف رانندگی مشکوک به واخوردگی گردن است. به منظور جلوگیری از آسیب بیشتر، متخصصان پزشکی برای او یک کولار گردنی جاگذاری می‌کنند تا زمانی که بتوان با پرتو ایکس وجود شکستگی ستون فقرات گردنی را مشخص کرد. متخصصان پزشکی اغلب از معیارهای NEXUS و/یا قوانین ستون فقرات کانادایی برای برداشتن کولار گردن و تعیین نیاز به تصویربرداری استفاده می‌کنند. یقه گردن تنها هفت مهره بالایی یعنی C1 تا C7 را تثبیت می‌کند. (سایر وسایل بی حرکت مانند دستگاه رهاسازی کندریک یا تخته پشتی را می‌توان برای تثبیت باقی مانده ستون فقرات استفاده کرد.